# Can Gallart Nou
Can Gallart Nou és una casa eclèctica de Santa Coloma de Farners (Selva) inclosa a l'Inventari del Patrimoni Arquitectònic de Catalunya.

## Descripció
És edifici de tres plantes, de línies sòbries i d'estil colonial. Té la coberta de dues vessants a laterals de tèula àrab. Es tracta d'un volum cúbic amb torrassa. La façana principal, presenta obertures rectangulars, tres a cada pis, al segon pis un balcó de barana de ferro forjat i al tercer tres petits balcons. Totes en fusta i les de la planta baixa protegides per una reixa de ferro forjat.

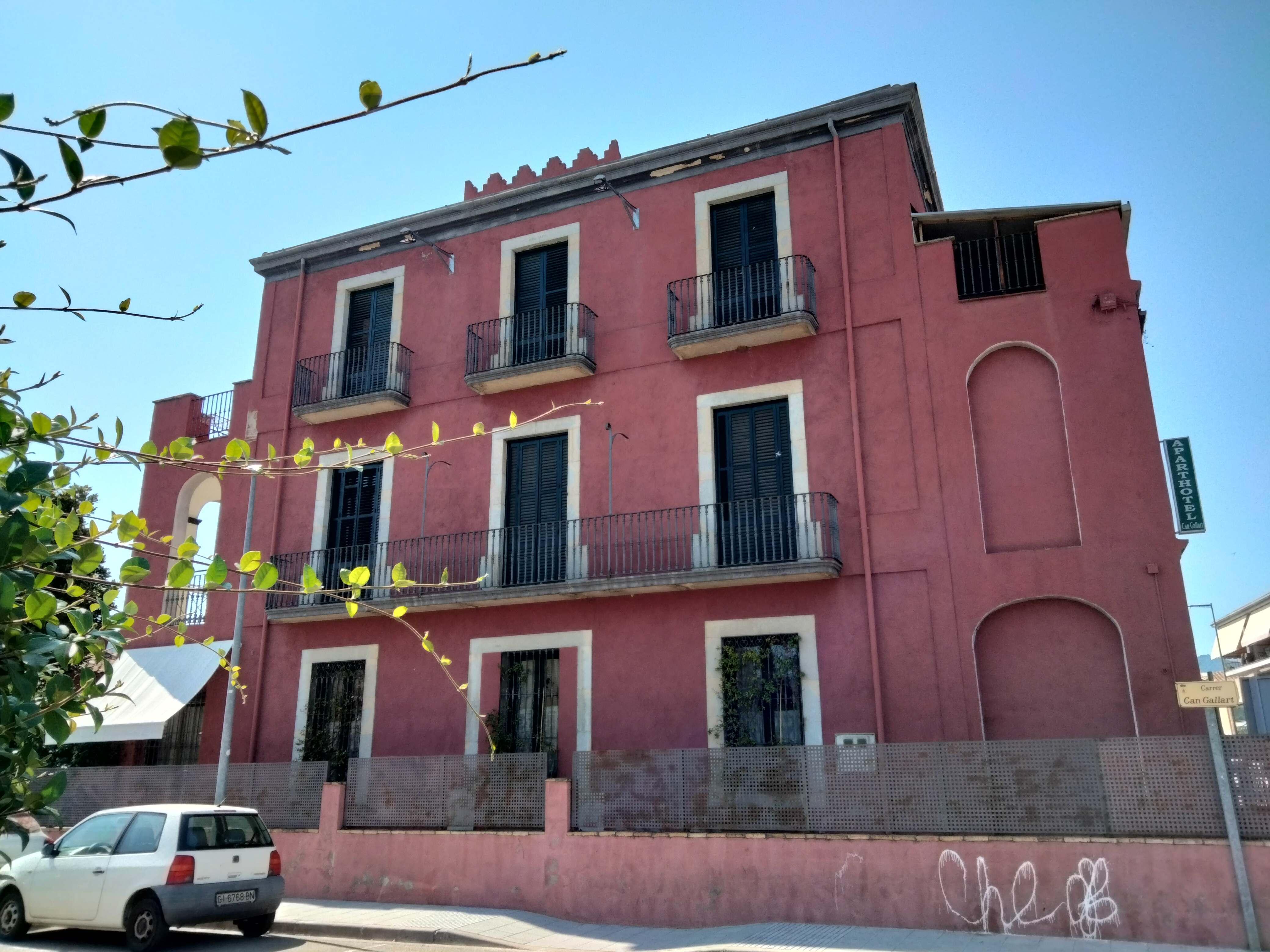
Façana principal

Als laterals hi ha àmplies galeries de dos nivells d'arcades d'arc de mig punt, tan a la dreta com a l'esquerra, a les dues parets laterals. La paret de la dreta que dona al carrer Moragues, la planta baixa de la galeria té les obertures tapiades. A la part posterior, les galeries són als tres nivells. Finalment, la casa és coronada per una torreta de planta quadrada i una obertura a cada costat, coronada amb merlets.
Ha estat reformada.